# Rudolf Kiwitter
Rudolf Kiwitter (* 27. März 1918 in Kray) ist ein saarländischer Politiker (CVP/CDU).
Kiwitter besuchte das Reform-Real-Gymnasium im saarländischen Sulzbach, wo er 1937 die Reifeprüfung ablegte. Anschließend leistete er den Arbeits- und Wehrdienst ab und wurde danach zum Kriegsdienst einberufen. Er kam an der West-, Ost- und Nordfront zum Einsatz und diente zuletzt als Leutnant und Kompanieführer. Nach dem Krieg arbeitete er 1945 zunächst als Bergmann und absolvierte dann eine Ausbildung zum Volksschullehrer am Staatlichen Lehrerseminar Saarbrücken. Die erste Lehrerprüfung legte er im September 1946 ab, die zweite 1950/51. Kiwitter unterrichtete zunächst in Lockweiler und ab 1952 in Dagstuhl. 1953 wurde er zum Direktor der Volksschule ernannt.
Der Christlichen Volkspartei des Saarlandes (CVP) trat Kiwitter 1946 bei und war ab 1953 deren Kreisparteivorsitzender im Hochwaldbezirk. 1955 trat er der neu gegründeten CDU bei und war von 1955 bis 1959 Kreisparteivorsitzender in Wadern. In den Landtag des Saarlandes konnte er im August 1956 für den verstorbenen Anton Merziger nachrücken. Er war dort Mitglied in den Ausschüssen für Kulturpolitik sowie für  Ernährung, Landwirtschaft und Jagd. 1961 schied er aus dem Parlament aus.